# 阿拉山口口岸
阿拉山口口岸（あらさんこう-こうがん）は中華人民共和国新疆ウイグル自治区ボルタラ・モンゴル自治州阿拉山口市とカザフスタン・アルマトイ州ドストゥクの間に位置する出入国検査場。
自治州政府所在地のボルタラ市から73キロメートルに位置する。1990年6月27日に対外開放され、1992年8月には中国・カザフスタン
両国政府により第三国旅行者の国境通過が認められた。
現在鉄道、道路による両国物流の中心的な地位を占める出入国検査場である。

## 参照項目
- 霍爾果斯口岸
- トランス＝ユーラシア・ロジスティクス

座標: 北緯45度11分36秒 東経82度33分56秒 / 北緯45.19344度 東経82.56557度